# Högriskbegravning
Högriskbegravning är en samhällskritisk roman av Lasse Strömstedt under pseudonymen Kennet Ahl, utgiven 2006.
I Högriskbegravning har Kennet Ahl blivit gammal. Han har bestämt sig för att lägga av med sitt kriminella liv och att sluta åka fast. 